# TTMカスタムズFC
TTMカスタムズFC（タイ語: สโมสรฟุตบอลยาสูบ ลพบุรี, 英語: TTM Customs F.C.）は、タイのサムットプラーカーン県にホームを置いていたサッカークラブである。TTMとは、タイ・タバコ専売公社(Thailand Tobacco Monopoly、(en) )のこと。前身のクラブ名はタバコ・モノポリー。

## 歴史
- 1963年 - クラブ「TTM FC」を設立。
- 2000年 - タイ・ディヴィジョン1リーグで優勝し、タイ・プレミアリーグへの昇格を決める。
- 2005年 - タイ・プレミアリーグで優勝し、AFCチャンピオンズリーグ2006の出場権を獲得するが、参加書類の申請期間までに申請を行わなかったため、不参加という事態に終わる。
- 2006年 - コー・ロイヤルカップで優勝。
- 2009年 - 本拠地をサムットサーコーン県に移動し、クラブ名称をタバコ・モノポリーFCからTTMサムットサーコーンFCに変更。
- 2010年 - 本拠地をピチット県に移動し、クラブ名をTTMピチットFCに変更。
- 2012年 - 本拠地をチエンマイ県に移動し、クラブ名をTTMチエンマイFCに変更。ディヴィジョン1リーグに降格。
- 2013年 - 本拠地をロッブリー県に移動し、クラブ名をTTMロッブリーFCに変更。
- 2014年 - 本拠地をサムットプラカーン県に移動し、クラブ名をTTMカスタムズFCに変更。ディヴィジョン2リーグのカスタムズ・ユナイテッドFCと本拠地を共有する形となった。
- 2015年 - 解散。

## タイトル
- タイ・プレミアリーグ : 1回
  - 2004-2005
- タイ・ディヴィジョン1リーグ : 1回
  - 2000
- コー・ロイヤルカップ : 1回
  - 2006

## 過去の成績
- 1996-1997 タイ・プレミアリーグ 13位 (降格)
- 1997 タイ・ディヴィジョン1リーグ
- 1998 タイ・ディヴィジョン1リーグ
- 1999 タイ・ディヴィジョン1リーグ
- 2000 タイ・ディヴィジョン1リーグ 優勝 (昇格)
- 2001-02 タイ・プレミアリーグ 8位
- 2002-03 タイ・プレミアリーグ 8位
- 2003-04 タイ・プレミアリーグ 8位
- 2004-05 タイ・プレミアリーグ 優勝
- 2006 タイ・プレミアリーグ 4位
- 2007 タイ・プレミアリーグ 6位
- 2008 タイ・プレミアリーグ 12位
- 2009 タイ・プレミアリーグ 8位
- 2010 タイ・プレミアリーグ 13位
- 2011 タイ・プレミアリーグ 11位
- 2012 タイ・プレミアリーグ 18位 (降格)
- 2013 タイ・ディヴィジョン1リーグ 14位
- 2014 タイ・ディヴィジョン1リーグ 12位
- 2015 タイ・ディヴィジョン1リーグ 19位 (降格・解散)

## アジアでの成績
| 年度 | 大会                    | ラウンド   | 国               | 対戦クラブ                 | ホーム       | アウェー     | 合計         |
| ---- | ----------------------- | ---------- | ---------------- | -------------------------- | ------------ | ------------ | ------------ |
| 2006 | AFCチャンピオンズリーグ | グループF  | 日本の旗         | 東京ヴェルディ1969         |              |              | 失格         |
| 2006 | AFCチャンピオンズリーグ | グループF  | 大韓民国の旗     | 蔚山現代                   |              |              | 失格         |
| 2006 | AFCチャンピオンズリーグ | グループF  | インドネシアの旗 | アレマ・インドネシア       |              |              | 失格         |
| 2008 | シンガポール・カップ    | ラウンド16 | シンガポールの旗 | ゴンバック・ユナイテッド   | 1-0          | 1-0          |              |
| 2008 | シンガポール・カップ    | 準々決勝   | シンガポールの旗 | ウッドランド・ウェリントン | 1-1          | 0-0 (延長)   | 1-1 (PK 2-4) |
| 2009 | シンガポール・カップ    | ラウンド16 | 大韓民国の旗     | スーパー・レッズ           | 4-2          | 4-2          |              |
| 2009 | シンガポール・カップ    | 準々決勝   | ブルネイの旗     | ブルネイDPMM               | 4-2          | 3-1          | 7-3          |
| 2009 | シンガポール・カップ    | 準決勝     | タイ王国の旗     | バンコク・グラス           | 0-6          | 4-3          | 4-9          |
| 2009 | シンガポール・カップ    | 3位決定戦  | 日本の旗         | アルビレックス新潟S        | 1-1 (PK 4-3) | 1-1 (PK 4-3) |              |

## 歴代監督
- Anant Amornkiat 2000-2004
- Jose Alves Bervis 2004-2006, 2010
- Carlinhos Bala 2007
- Loius Mayer 2007
- Gawin Kachendecha 2008
- Prajuk Viengsong 2008
- Attaphol Puspakom 2009
- Kij Meesrisuk 2009
- Prajuk Viengsong 2009
- Myung Ho Bae 2011
- 李栄武 2011
- Somchai Chuayboonchum 2012
- Narong Suwan-Nachot 2012-

## 歴代所属選手
- セコウ・ドラメ ?-?
- 相原豊
- 岩舘侑哉 2010
- バルチ・ジュニオール 2010
- 和田翔太 2013
- 山崎健太 2013
- 山内祐一 2014
- 杉本裕之 2014-2015
- 黒部光昭 2014